# Rea (mitologia)
En la mitologia grega, Rea (en grec antic Ῥέα), és una de les titànides, filla d'Urà i Gea. Representa la Terra, però el seu abast és més reduït que no pas els de la seva mare Gea.
Casada amb el seu germà Cronos, Rea infantà la tercera generació de déus, però no sense problemes, ja que Cronos havia decidit menjar-se tots els fills per tal que ningú el destronés, igual que amb ell va fer el seu pare. Al final Rea, cansada que Cronos es mengés els seus fills, substituí el seu fill Zeus per una pedra, la qual es menjà Cronos pensant-se que era el seu fill. Ja adult, Zeus va lluitar contra el seu pare i el va derrotar. Rea va ser mare, entre d'altres, dels déus Hestia, Posidó, Zeus, Hera, Demèter i Hades, els anomenats déus de l'Olimp.

## Rea i Cíbele
Segons Homer, Rea és la mare dels déus, no una mare universal com Cíbele, la Gran Mare frígia, amb qui més tard se l'identifica. El seu lloc original de culte estava a Creta. En temps històrics, la semblança de Rea i la Gran Mare asiàtica, Cíbele Frígia, era tan evident que els grecs van fusionar les dues dees: explicaven que havia abandonat la seva llar original a Creta i havia fugit a les terres inexplorades de l'Àsia Menor per escapar de la persecució de Cronos. També hi hagué una versió oposada, i és probablement cert que els contactes culturals amb el continent portessin a Creta el culte de la Gran Mare asiàtica, la qual es convertiria en la Rea de Creta.

## Simbologia
En la mitologia grega, el símbol de Rea és la lluna; en la romana, el seu símbol es coneixia com el lunar. També en tenia d'altres com el cigne, per ser un animal delicat, i dos lleons, suposadament els que estiraven del seu carro.